# 趙思溫
赵思温（890—939年），字文美，盧龍軍（今河北省卢龙县）人。辽朝（契丹）将领、政治人物，辽太宗时南府宰相。

## 生平
赵思温年轻时果锐，有膂力，力大过人。以骁勇闻名。原为盧龍軍節度使劉仁恭幕下。李存勗問罪燕国，赵思温率偏師抵御。赵思温目中流矢，撕下衣裳止血，继续战斗。赵思温被李存勗部将周德威擒获。李存勗任用赵思温为部将，於後梁莘县之战，赵思温表现驍勇，李存勗任命他为平州刺史兼平州营州蓟州三州都指挥使。神册二年（917年），耶律阿保機经略燕地，赵思温降契丹。后从阿保机平渤海国，任漢軍都团練使，率汉军力战，攻克扶余城，身负数伤，阿保机亲为调药。辽太宗即位，以功擢赵思温检校太保、保静军节度使。天显十一年（936年），后唐攻太原，石敬瑭遣使求救，赵思温受命率军自岚州、宪州出援。撤兵後，改为南京留守、卢龙军节度使、管内观察处置等使、開府儀同三司，兼侍中，賜号協謀静乱翊聖功臣。官至临海军节度使。会同元年（938年），赵思温为副使，出使后晋行冊礼使，回国后，加检校太師。会同二年（939年），庭中落隕石，因心惊而去世。追贈太師、魏国公。其子孙历仕辽、金，致身通显。与韩、刘、马共称为燕京四大族。

## 子
- 趙延照，一作趙延煦，長子，推忠奉节毅勇功臣、永清军节度使、侍卫亲军事、特进、检校太尉、同政事门下平章事、开国公、食邑一千五百户统和二年（984年）三月，辽圣宗赠故同平章事赵延煦兼侍中。
- 趙延祚，次子，燕京留守、检校太师、开国公、食邑一千户。
- 趙延靖，一作趙延卿，三子，竭節匡邦保义功臣、大同军節度使、检校太师、开国公、食邑一千户，官至使相。
- 趙延構，四子，供奉官、东西班都點检。
- 趙延寧，五子，一作趙延威，推忠佐命翊赞功臣、保静军節度使、特进、检校太师、开国公、食邑一千户。
- 趙延晞，六子，飞龙院使、检校尚书左仆射。
- 趙延誨，七子，保静军马步军都指挥使。
- 趙延光，八子，顺义军節度使。
- 趙延玉，九子，彰國軍節度使。
- 趙延煦，十子，點檢。[2]
- 趙延紹，十一子，同州兵馬使。
- 趙延旭，十二子，內庫提點。

## 女
共十四女。
- 長女，嫁泰安州刺史傅知寶。
- 次女，嫁天雄军節度使、检校太尉、兼侍中韩巨美。
- 三女，嫁弘農楊氏。
- 四女，嫁竭诚奉国翊赞功臣、东平军節度使、特进、检校太师、兼御史大夫、上柱国、趙国公、尚书令、判三司使韩德枢。
- 五女，嫁榆州刺史张彦英
- 六女，嫁彭城劉氏。
- 七女，嫁左羽林大将军张美。
- 八女，嫁宣徽南院使、天平军节度使、检校太师、同政事门下平章事、判三司韩𪟝。
- 九女，嫁清河張氏。
- 十女，嫁博陵崔氏。

## 後裔
- 六世孫趙興祥[3]
- 趙質[4]

## 延伸阅读
[在维基数据编辑]
 《遼史·卷76》，出自脱脱《遼史》